# 北の文学
『北の文学』（きたのぶんがく）は、岩手日報社が出版する公募文芸雑誌。1955年(昭和30)、作家の井伏鱒二、丹羽文雄、尾崎士郎、川端康成、鈴木彦次郎を監修者に創刊。刊行は1959年(昭和34)から1979年(昭和54)まで中断されたが、作家の三浦哲郎、三好京三、須知徳平、太田敏穂を編集委員に迎えて再刊。現在では5月と11月の年2回発行されている。なお、2016年5月刊72号から編集委員を務める鈴木文彦は、文藝春秋社の元編集者で、父は「北の文学」創刊に関わり監修者を務めた、新感覚派作家の鈴木彦次郎。
岩手県在住、またはゆかりの人を対象に短編小説・評論を募集し、優秀作と入選作を選考、掲載する。斎藤純・平谷美樹・松田十刻・勝山海百合・大平しおり・立川ゆかり、日上秀之などの作家を輩出している。

## 編集委員
歴代（再刊以降）
- 三浦哲郎
- 三好京三
- 須知徳平
- 太田俊穂
- 光瀬龍（1988年～）
- 及川和男(1998年5月刊36号～2013年11月刊67号)
- 高橋克彦(2007年11月刊55号～2015年11月刊71号)
- 斎藤純(2009年11月刊59号～2020年5月刊80号)

現在
- 鈴木文彦(2016年5月刊72号～)
- 久美沙織(2014年5月刊68号～)
- 大村友貴美(2020年11月81号～)